# La Tour-de-Trême
La Tour-de-Trême (toponimo francese; in tedesco Zum Turm, desueto) è una frazione di 3 630 abitanti del comune svizzero di Bulle, nel Canton Friburgo (distretto della Gruyère); ha lo status di città.

## Storia

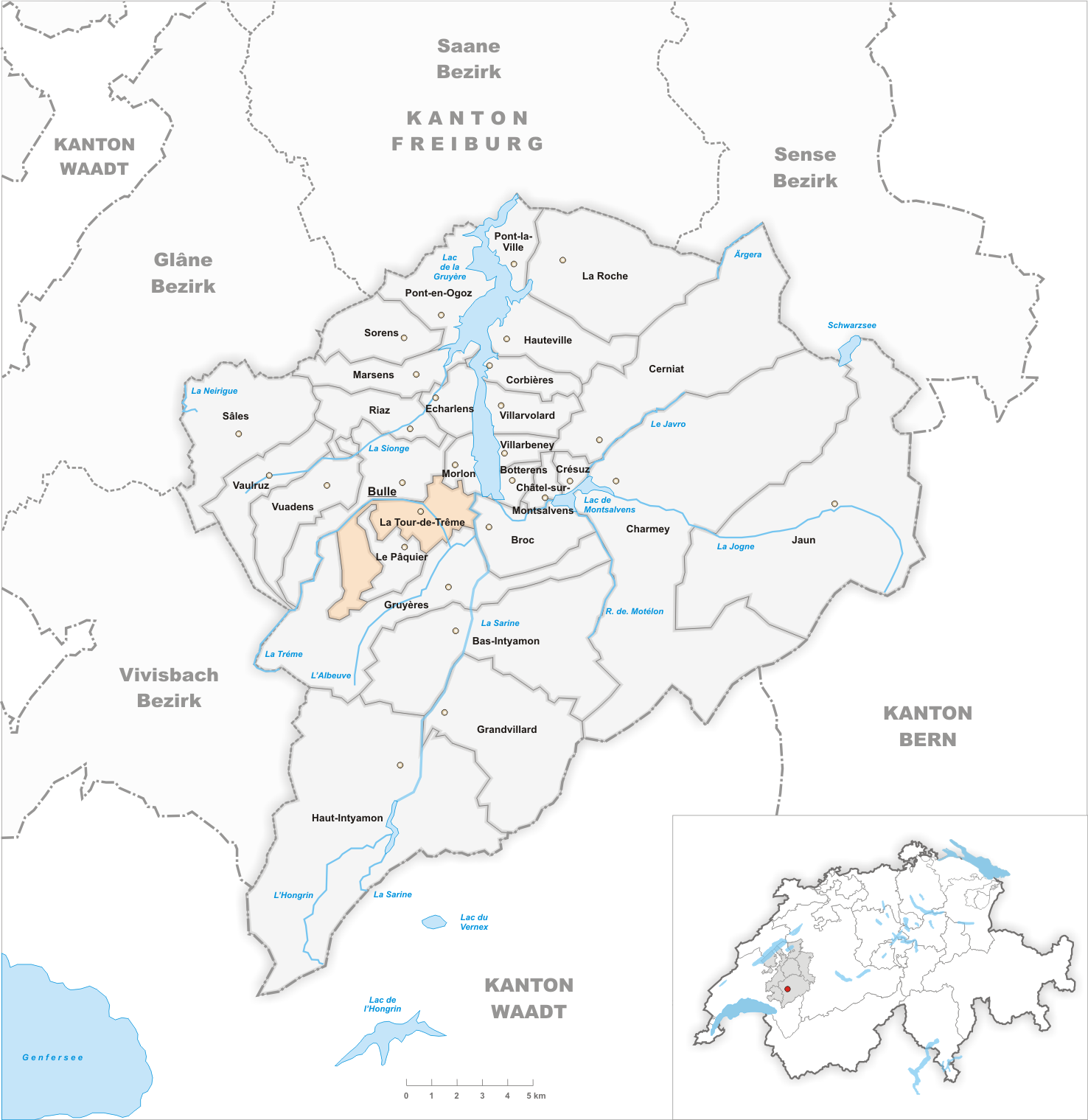
Il territorio del comune di La Tour-de-Trême prima degli accorpamenti comunali del 2006

Già comune autonomo dal quale nel 1827 era stata scorporata la località di Le Pâquier, divenuta comune autonomo, e che si estendeva per 11,42 km², il 1º gennaio 2006 è stato accorpato a Bulle.

## Monumenti e luoghi d'interesse
- Chiesa cattolica di San Giuseppe, eretta nel 1874-1876[1].

## Società

### Evoluzione demografica
L'evoluzione demografica è riportata nella seguente tabella:
Abitanti censiti

## Infrastrutture e trasporti
La Tour-de-Trême è servito dalle stazioni di La Tour-de-Trême, di La Tour-de-Trême Parqueterie e di La Tour-de-Trême Ronclina sulle ferrovie Bulle-Broc e Palézieux-Montbovon.

## Amministrazione
Ogni famiglia originaria del luogo fa parte del comune patriziale che ha la responsabilità della manutenzione di ogni bene comune.